# Goran Jagodnik
Goran Jagodnik, né le 23 mai 1974 à Koper, dans la République de Slovénie, est un joueur slovène de basket-ball, évoluant au poste d'ailier.